# Raja 1918
Raja 1918, russisch Граница 1918, ist ein finnisch-russischer Spielfilm von Lauri Törhönen aus dem Jahr 2007. Er beschreibt den Ausgang des finnischen Bürgerkriegs nach dem Untergang des russischen Zarenreiches 1918.

## Handlung
Frühjahr 1918: Oberleutnant Carl von Munck war während des finnischen Bürgerkriegs Offizier bei den „Weißen“ und hatte als solcher die „Roten“ erfolgreich bekämpft. Vom Oberkommandierenden Carl Gustaf Emil von Mannerheim wird von Munck nach der Niederlage der „Roten“ in der Schlacht von Tampere zum Hauptmann befördert und an einen Außenposten abkommandiert, wo er die gerade entstehende Grenze zwischen der Sowjetunion und der Republik Finnland bewachen soll. Bei der Bewältigung der Verwaltungsarbeit steht ihm die Grundschullehrerin Maaria Eleonoora Lintu zur Seite, welche mit dem „Roten“ Heikki Kiljunen verlobt ist, ihn vor den „Weißen“ versteckt und für diesen sogar heimlich spioniert. Carl von Munck verfällt ihr sehr bald, ohne zu wissen, worauf er sich da eingelassen hat.
Zur gleichen Zeit beginnen die sowjetischen Truppen damit, ihr Territorium von bestimmten Volksgruppen (Finnen, Schweden, Juden) zu säubern und diese nach Finnland zu vertreiben. Zunächst gelingt es von Munck noch, den Transitverkehr über die Grenze einvernehmlich mit den Sowjets zu regeln; dabei entwickelt sich zwischen ihm und dem sowjetischen Grenzkommandanten Major Gentsch eine väterliche Freundschaft. Um von den anderen sowjetischen Soldaten sowie dem misstrauischen Kommissar nicht belauscht zu werden, unterhalten sie sich fortan auf Deutsch. Gentsch ist ein ehemaliger russischer Großgrundbesitzer, der von den Sowjets enteignet worden war, aber aus Mangel an Offizieren an die Grenze versetzt wurde. Er bekennt sich zwar zum Bolschewismus, aber sympathisiert nach wie vor mit dem Zaren, dessen Ermordung (17. Juli 1918) er für ein entsetzliches Verbrechen hält.
Gentsch bereichert sich hemmungslos an den Flüchtlingen und versucht, Carl von Munck zu überreden, dasselbe zu tun. Dieser interessiert sich jedoch nur für Maaria. Trotz der innigen Freundschaft zu Gentsch gerät die Flüchtlingsfrage außer Kontrolle. Die Finnen weigern sich, andere Volksgruppen außer ihren eigenen Leuten aufzunehmen und stecken jeden, den sie verdächtigen, ein „Roter“ bzw. ein russischer Spion zu sein, entweder in Haft („Quarantäne“) oder erschießen ihn an Ort und Stelle. So entsteht eine Gewaltspirale, die mit Zunahme der Flüchtlingsströme eine unkontrollierbare Eigendynamik entwickelt, so dass dem inzwischen zum Major beförderten Carl von Munck von seinen Vorgesetzten befohlen wird, alles und jeden zu liquidieren.

## Produktion
Raja 1918 markiert die Fortsetzung von Heikki Ylikangas viel diskutiertem Buch Der Weg nach Tampere. Er behandelt erstmals den Bruderkrieg zwischen „Weißen“ und „Roten“; dieses Thema war jahrzehntelang ein Tabu in der finnischen Gesellschaft. Die Dreharbeiten fanden unter anderem im finnischen Jäppilä, Pälkäne, statt. Die Innenaufnahmen wurden in den Lenfilm-Studios in Sankt Petersburg gedreht. Die Filmbauten stammen von Sergei Kokowkin, die Kostüme schuf Marjatta Nissinen. Die Filmkosten beliefen sich auf 2,1 Millionen Euro.
Der Film erlebte am 30. November 2007 in Finnland seine Kinopremiere. Im Jahr 2007 spielte der Film in Finnland 382.151 Euro ein.

## Auszeichnungen
Im Jahr 2008 gewann Kyösti Väntänen bei den Jussi Awards den Preis in der Kategorie Bester Ton. Der Film war zudem in drei weiteren Kategorien nominiert: In der Kategorie Bester Hauptdarsteller (Martin Bahne), Beste Filmmusik (Sergei Jewtuschenko) und Bester Nebendarsteller (Leonid Mosgowoi und Hannu-Pekka Björkman).